# Браєн Балої
Браєн Балої (англ. Brian Baloyi, нар. 16 березня 1974) — південноафриканський футболіст, що грав на позиції воротаря.
Виступав, зокрема, за клуби «Кайзер Чіфс» та «Мамелоді Сандаунз», а також національну збірну ПАР.

## Клубна кар'єра
У дорослому футболі дебютував 1993 року виступами за команду клубу «Кайзер Чіфс», в якій провів одинадцять сезонів, взявши участь у 338 матчах чемпіонату.  Більшість часу, проведеного у складі «Кайзер Чіфс», був основним голкіпером команди.
У 2004 році перейшов до клубу «Мамелоді Сандаунз», за який відіграв 6 сезонів.  Завершив професійну кар'єру футболіста виступами за команду «Мамелоді Сандаунз» у 2010 році.

## Виступи за збірну
У 1997 році дебютував в офіційних матчах у складі національної збірної ПАР. Протягом кар'єри у національній команді, яка тривала 12 років, провів у формі головної команди країни 24 матчі.
У складі збірної був учасником розіграшу Кубка конфедерацій 1997 року у Саудівській Аравії, Кубка африканських націй 1998 року у Буркіна Фасо, де разом з командою здобув «срібло», чемпіонату світу 1998 року у Франції, Кубка африканських націй 2002 року у Малі, розіграшу Кубка конфедерацій 2009 року у ПАР.

## Титули і досягнення
- Срібний призер Кубка африканських націй: 1998